# Ga Kalantan MRT
Ga Kalantan (tiếng Thái: สถานีกลันตัน, phát âm [sā.tʰǎː.nīː kā.lān.tān]) là một ga Bangkok MRT trên Tuyến Vàng. Nhà ga nằm trên Đường Srinagarindra tại quận Suan Luang, Bangkok. Nhà ga gồm có 4 lối vào. Nàh ga mở cửa ngày 3 tháng 6 năm 2023 và chạy thử nghiệm giữa Samrong và Hua Mak.

## Tên gọi

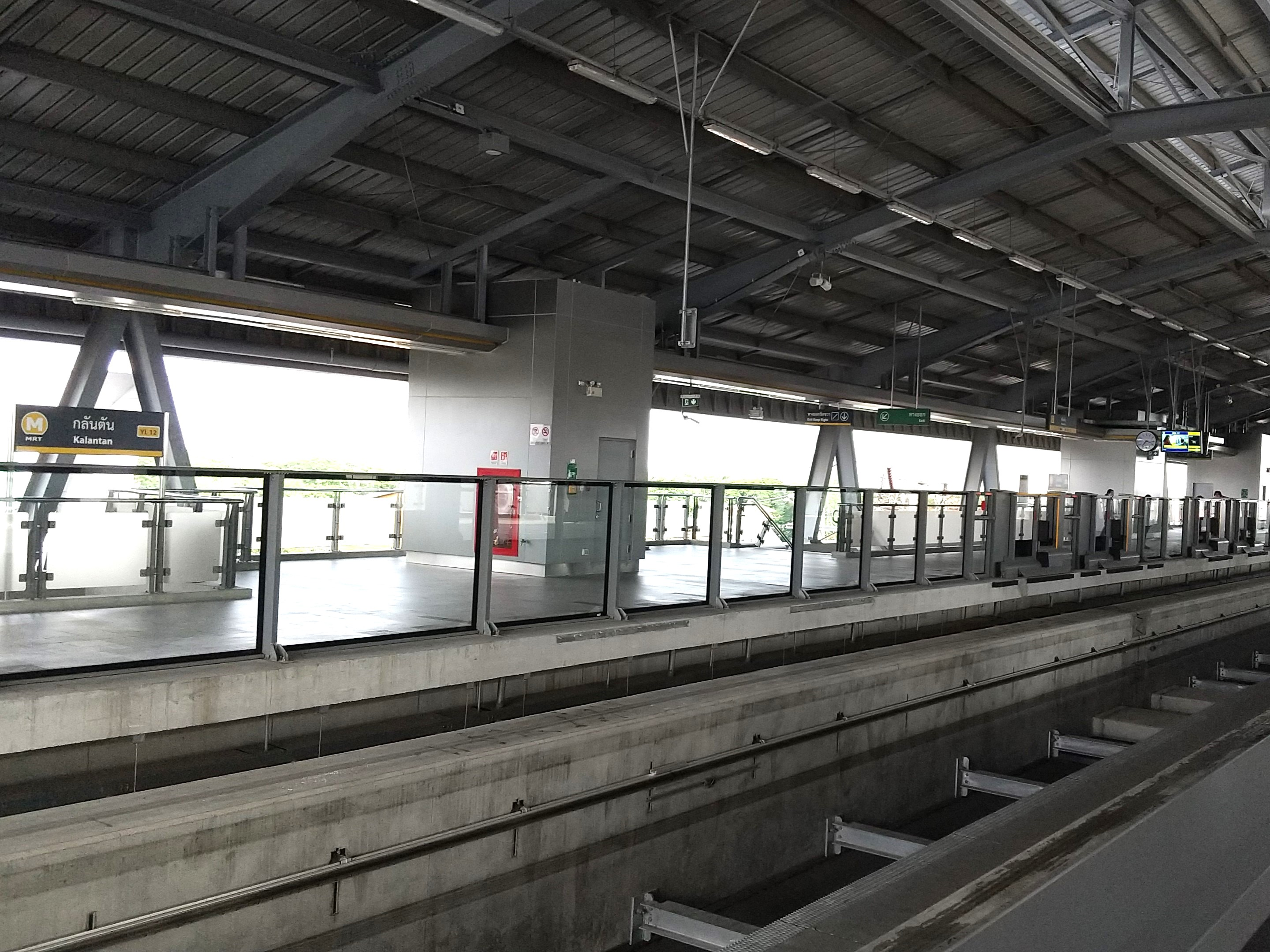
Ke ga

Việc đặt tên cho nhà ga đã được tranh luận sôi nổi trên mạng vào tháng 6 năm 2022, vì một số người cho rằng tên này giống với tên với bang Kelantan cửa Malaysia. Tuy nhiên, tên của nhà ga vẫn được giữ nguyên vì lý do lịch sử. "Khlong Kalantan" là một kênh đào được xây dựng trong thời trị vì của Vua Rama III liên kết giữa Khlong Saen Saep và Khlong Phra Khanong để hậu phương cho việc vận chuyển quân đội cho chiến tranh Việt – Xiêm. Những công nhân này đến từ Vương quốc Patani chư hầu cho triều đại Kelantan, do đó kênh đào được đặt tên là kênh đào 'Kalantan', đúng với tên người xây dựng nó. Một vài kiến trúc gần đó cũng được đặt tên 'Kalantan' như Trường Khlong Kalantan. Tên sau này sẽ được rút ngắn từ 'Khlong Kalantan' thành 'Khlong Tan'.

## Bố trí ga
| U3 | Ke ga, cửa sẽ mở phía bên trái | Ke ga, cửa sẽ mở phía bên trái          |
| U3 | Ke ga 1                        | Tuyến Vàng hướng đi Samrong (Si Nut)    |
| U3 | Ke ga 2                        | Tuyến Vàng hướng đi Lat Phrao (Hua Mak) |
| U3 | Ke ga, cửa sẽ mở phía bên trái |                                         |
| U2 | Hành lang                      | Lối thoát 1-4, máy bán vé               |
| G  | -                              | Trạm xe buýt, Thanya Park Srinakarin    |